# Antonio Barreto do Amaral
Antonio Barreto do Amaral foi um importante historiador paulista e membro fundador da Academia Paulista de História. Escreveu principalmente sobre a história de São Paulo, sendo colocado ao lado de outros grandes nomes como Afonso d'Escragnolle Taunay, Afonso Freitas, Antônio Egídio Martins, Antonio de Toledo Piza e Almeida, Aureliano Leite, Ernani da Silva Bruno e Pedro Taques de Almeida Paes Leme.
Dentre suas inúmeras obras sobre a História de São Paulo, estão:
- Dicionário de História de São Paulo (1903);
- História dos Velhos Theatros de São Paulo;
- Prudente de Moraes, uma vida marcada;
- Memória Sobre o Melhoramento da Província de São Paulo, com Antonio Rodrigues Veloso de Oliveira;
- Pedro de Toledo;
- Curso de História de São Paulo, com Tito Livio Ferreira;
- O Arquivo do Marquês de Valença e a Independência do Brasil, com Brasil Bandecchi;
- O Bairro de Pinheiros
- O Departamento do Arquivo do Estado e sua História;